# Peach & Convention
Peach & Convention (Durazno y Convención) fue un festival de música independiente realizado anualmente en Montevideo, Uruguay. Se llevó a cabo entre 2011 y 2016 en el mes de diciembre. Su sede era la esquina de las calles Durazno y Convención de la ciudad de Montevideo. Era un festival autogestionado y gratuito organizado por el colectivo Esquizodelia, en el que participaban bandas independientes uruguayas. El nombre, la ubicación y la estética del festival homenajeaban lúdicamente al músico uruguayo Jaime Roos y especialmente a su canción "Durazno y Convención".

## Historia
La primera edición del festival Peach & Convention se realizó en 2011. Tocaron ese año 6 bandas, entre ellas Carmen Sandiego, Maniquíes, Jesús es Rey y Superjuguetes. En la segunda edición, realizada en 2012, creció significativamente el número de bandas presentes, llegando a 14. Uoh!, Julen y la Gente Sola, Juan Manuel Ruétalo, Mux, Camposanto y Genuflexos fueron algunas de las bandas que participaron.
En la edición de 2013 se presentaron 17 bandas en dos escenarios. Entre las bandas presentes estuvieron Genuflexos, Carmen Sandiego, Uoh!, Mux, Los Zalvajes, O'neill, Limpiando encontré monedas y Dormidos al volante. La sorpresa de aquella edición fue la aparición del propio Jaime Roos, quien asistió durante una de las noches del festival y fue invitado a subir al escenario. Desde allí ofreció unas palabras al público: "Jamás me imaginé que debido a una canción que escribí sobre esa esquina donde yo jugaba de nene se juntaría gente, que son mis pares", afirmó Roos.
El Peach & Convention 2014 se celebró el fin de semana del 13 y 14 de diciembre de ese año, con 14 bandas en escena. Entre ellas, estuvieron Alucinaciones en Familia, Cielos de plomo, Hijo Agrio y O'neill.
La quinta edición del festival, realizada en 2015, mantuvo el formato de 14 bandas en un fin de semana, los días 12 y 13 de diciembre. Tocaron, entre otras bandas, Ataque Chino, Erika Chuwoki, Jueves Janumanes y Fuego en el aire de Marte.
El 10 y 11 de diciembre de 2016 se realizó la sexta edición, con la presentación de 16 bandas, además de una feria de discos.
A lo largo de los años, el festival mantuvo su organización autogestionada por los propios músicos nucleados en el colectivo musical Esquizodelia. A pesar del crecimiento en público, siguió siendo un evento con entrada gratuita.